# NGC 7065
NGC 7065 ist eine Balken-Spiralgalaxie vom Hubble-Typ SBab im Sternbild Aquarius auf der Ekliptik. Sie ist rund 338 Millionen Lichtjahre von der Milchstraße entfernt und hat einen Durchmesser von etwa 55.000 Lichtjahren. Vom Sonnensystem aus entfernt sich die Galaxie mit einer errechneten Radialgeschwindigkeit von näherungsweise 7.500 Kilometern pro Sekunde. Gemeinsam mit PGC 66774 (NGC 7065A) bildet sie ein gravitativ gebundenes Galaxienpaar.
Im selben Himmelsareal befinden sich unter anderem die Galaxien PGC 1024712, PGC 1028695, PGC 3104256, PGC 3083170, in der Nähe des Sterns HD 204175.
Das Objekt wurde am 3. August 1864 von Albert Marth entdeckt.